# Armadillidium lagrecai
Armadillidium lagrecai är en kräftdjursart som beskrevs av Albert Vandel 1969. Armadillidium lagrecai ingår i släktet Armadillidium och familjen klotgråsuggor. Inga underarter finns listade i Catalogue of Life.

## Bildgalleri

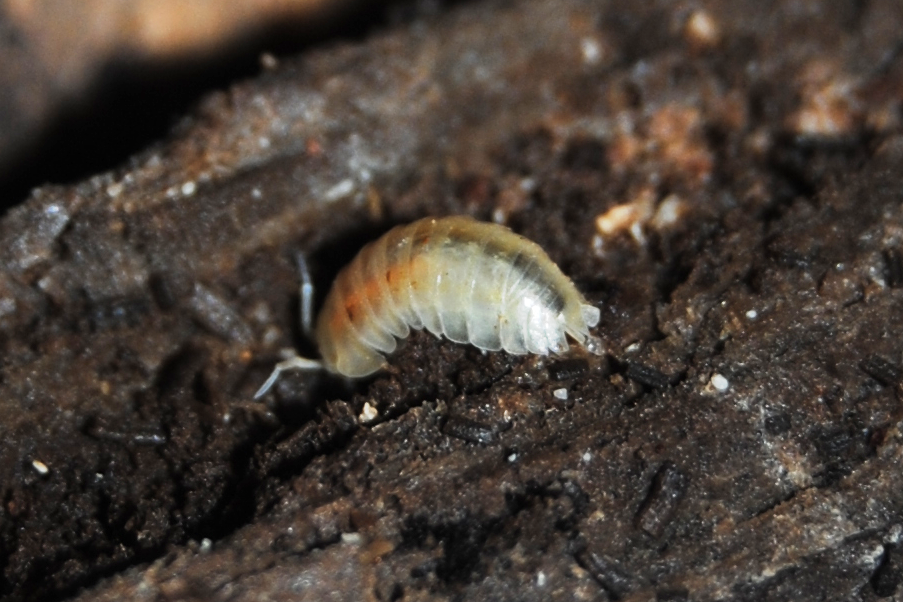